# Kimberley (Australia Occidental)
La región de Kimberley es una de las nueve regiones de Australia Occidental (Western Australia). Comprende el sector norte de Australia Occidental y está limitada: al oeste, por las costas que baña el océano Índico; al norte, por el mar de Timor; al este, con el Territorio del Norte; y en el sur, se encuentran los desiertos Gran Desierto Arenoso y Tanami.
La región fue denominada en honor a John Wodehouse, 1.er Conde de Kimberley, quien fue Secretario de Estado para las Colonias desde 1870 a 1874 y desde 1880 a 1882.

## Historia
Kimberley fue una de las primeras regiones en ser colonizadas en Australia; los primeros desembarcos se remontan a hace 41 000 años, probablemente desde las islas que hoy forman parte de Indonesia.
En 1837, con apoyo de la Royal Geographical Society, los tenientes George Grey y Franklin Lushington, con un grupo de 12 hombres navegaron en el schooner Lynher desde Ciudad del Cabo llegando a la bahía de Hanover el 2 de diciembre de 1837. El grupo se internó tierra adentro el 19 de enero de 1838. Tanto los líderes como los hombres carecían por completo de experiencia, el avance se vio demorado por inundaciones en la región, debieron abandonar numerosas provisiones, y el grupo se dividió numerosas veces a pesar de la presencia de gran cantidad de aborígenes que les eran hostiles. El 11 de febrero, Grey enfermó de gravedad, pero luego de dos semanas continuó la exploración. El grupo descubrió y nombró al río Gairdner, al río Glenelg, las cordilleras Stephen y Whately y al monte Lyell antes de regresar a la bahía Hanover en abril. Fueron recogidos por el Beagle y el Lynher y llevados a Mauricio para recuperarse.
En 1879 Alexander Forrest recorrió la costa occidental del Northern Territory. Forrest denominó al distrito como Kimberley, y descubrió los ríos Margaret y Ord, las cadenas montañosas King Leopold, y la zona fértil entre los ríos Fitzroy y Ord. Posteriormente se estableció como agente de tierras especializándose en la zona de Kimberley y contribuyendo al arriendo de más de 210 000 km² en la región durante 1883.
En 1881, Philip Saunders y Adam Johns, enfrentando grandes dificultades y peligros descubren oro en varias zonas de Kimberley. A comienzos de 1881 los primeros cinco ganaderos, que se autodenominaron la Murray Squatting Company, tomaron 120 000 acres detrás de la bahía Beagle y la denominaron Yeeda Station. En 1883 fueron los primeros en esquilar ovejas en el sur de Kimberley. Hubo otros asentamientos europeos en 1885, cuando se condujo ganado atravesando Australia desde los estados del este en busca de tierras con buenas pasturas. Pronto llegaron muchos otros europeos, cuando se descubrió oro en el Halls Creek.
En la década de 1890 en la zona se produjo una insurrección armada de los pueblos indígenas bajo el liderazgo de Jandamarra, un guerrero bunuba.
La única fuerza japonesa en desembarcar en Australia durante la Segunda Guerra Mundial fue un pequeño grupo de reconocimiento que desembarcó en Kimberley el 19 de enero de 1944 para comprobar informes que indicaban que los aliados estaban construyendo grandes bases en la región. El grupo estaba compuesto por cuatro oficiales japoneses a bordo de un pequeño barco pesquero. Investigaron la región de York Sound durante un día antes de emprender el regreso a Kupang en Timor el 20 de enero. A su regreso a Japón en febrero, el oficial más joven que comandaba el grupo explorador propuso utilizar un grupo de 200 prisioneros japoneses para lanzar una campaña de guerrilla en Australia. La idea nunca se aplicó.

## Demografía
La región de Kimberley posee una población total de 41 000 personas, que crece a un ritmo del 4,8% por año, unas tres veces mayor que el promedio de la tasa de crecimiento del estado. La población se encuentra distribuida en forma más o menos pareja, solo tres poblados poseen más de 2 000 habitantes: Broome (15 000), Derby (3 600) y Kununurra (5 000). Aproximadamente el 33% de la población de la región posee ancestros aborígenes.

## Geografía

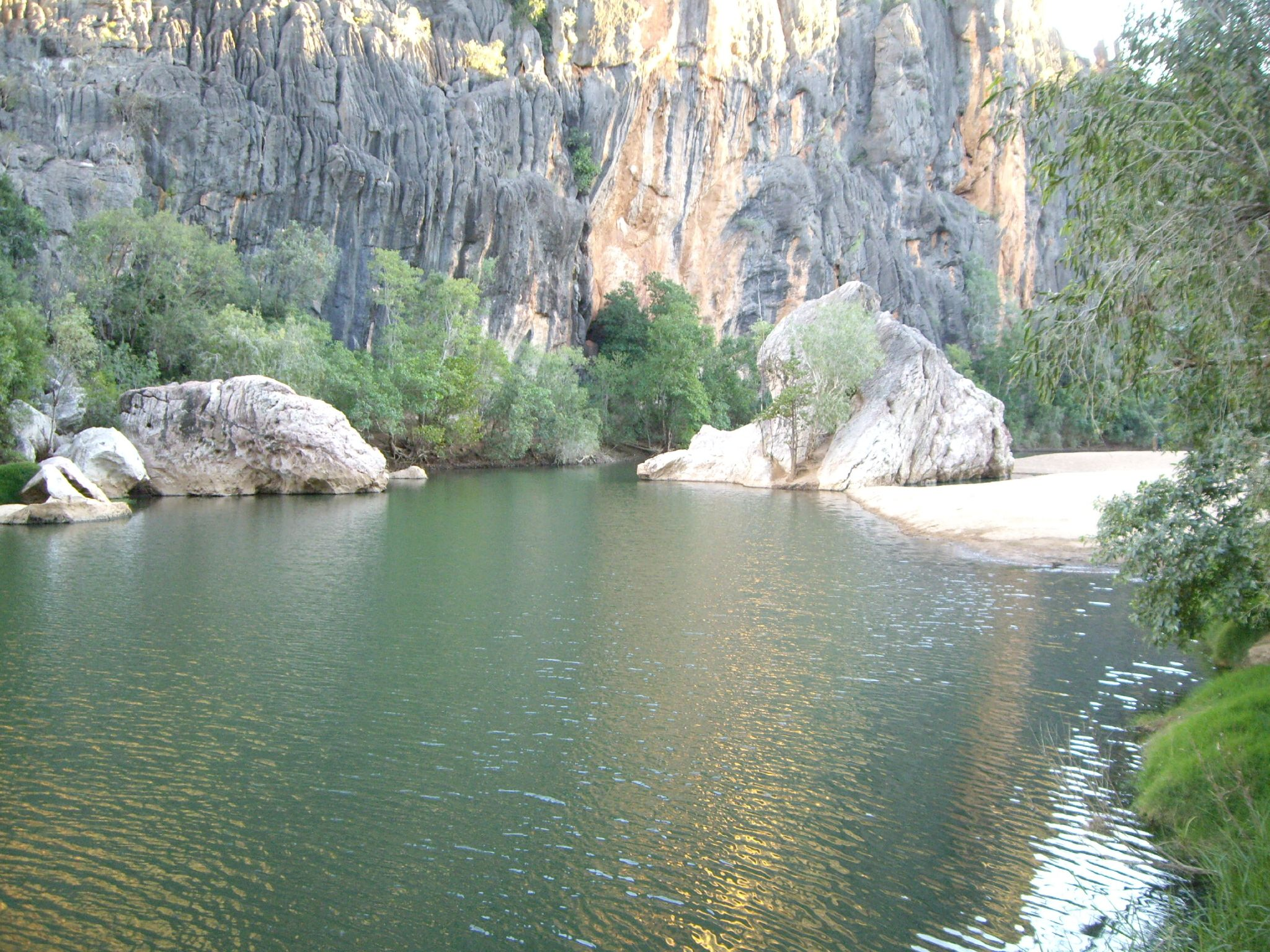
Río Lennard.

La región de Kimberley abarca 423 517 km², unas tres veces el tamaño de Inglaterra y el doble del tamaño de Victoria.
La región de Kimberley consiste en antiguas formaciones montañosas irregulares atravesadas por cañadones de arenisca y caliza y empinadas laderas de las cuales las fuertes tormentas monzónicas han quitado gran parte de la capa de suelo. La zona sur de Kimberley más allá de la península Dampier es plana con pastizales secos tropicales y es utilizada para ganadería. En algunas zonas de Kimberley tales como los valles de los ríos Ord y Fitzroy en el sur los suelos son arcillas quebradizas relativamente utilizables mientras que en el resto son orthents lateriticos. Aunque ninguna de las montañas alcanza los 1000 m de altura, el terreno es muy irregular lo que dificulta el circular por la zona, especialmente durante la temporada de lluvias donde aun las rutas consolidadas a menudo se inundan. La costa por lo general está conformada por acantilados elevados en el norte pero más bajos en el sur, todos los cuales quedan expuestos a mareas que poseen una gran amplitud que puede llegar a 11 m.

### Clima
La región de Kimberley tiene un clima monzónico tropical. La región recibe el 90% de la precipitación pluvial durante la breve temporada de lluvias, desde noviembre hasta abril, cuando son comunes los ciclones (especialmente en la zona de Broome) y los ríos se desbordan. La precipitación anual es más abundante en el noroeste, donde en Kalumburu y el Plateau Mitchell se registran unos 1270 mm por año, y es inferior en el sureste donde llueven unos 520 mm. En la época seca, desde mayo a octubre, las brisas del sureste resultan en días soleados y noches frescas. Los cambios del clima registrados a partir de 1967 han resultado en incrementos considerables en la precipitación anual de casi 250 mm por año en toda la región. Estudios recientes sugieren que es la polución del aire en Asia y no el calentamiento global la causa de este incremento en las precipitaciones. En 1997 y el 2000 se registraron grandes lluvias en la región, que originaron inundaciones récord en el río Fitzroy y otros ríos de la zona.
Kimberley es una de las zonas más calurosas de Australia, la temperatura media anual es de 27 °C, y la temperatura máxima promedio siempre es superior a 30 °C aun durante julio hasta noviembre antes que las lluvias comiencen, registrándose unos 37 °C en la costa a 40 °C en el sur en cercanías de Halls Creek. La mínima promedio en julio oscila alrededor de 12 °C en el sur a 16 °C en Kalumburu, mientras que en noviembre y diciembre se sitúan en torno a los 26 °C.
El pueblo aborigen de Kimberley reconoce seis estaciones tradicionales que determina sobre la base de en eventos meteorológicos y observaciones de la fauna y la flora.

### Geología
Durante el período Devoniano, se formó un sistema de barrera de arrecifes antes de un posterior descenso del nivel del mar sobre Kimberley. El sistema de arrecifes era similar a la Gran barrera de coral y aun es visible hoy en día en las montañas Napier y Ningbing. Algunos accidentes geográficos asociados son Tunnel Creek, Windjana Gorge y Geikie Gorge.
Esta zona es también denominada la provincia fisiográfica Bloque Kimberley, que forma parte del amplio West Australian Shield. Esta provincia contiene las secciones fisiográficas King Leopold Range, Cordillera Durack, Leveque Rise, Browse Depression, y Londonderry Rise.

## Ecología
El paisaje de arenisca rústico y variado alberga a una mezcla específica de vida salvaje la cual ha sido estudiada y relevada por el Departamento de Conservación y Gestión del Medio Ambiente de Australia Occidental. Existen hábitats similares a Kimberley en el Territorio del Norte incluidos los valles del río Victoria y río Daly pero estos no han sido estudiados con tanto detalle.

### Flora

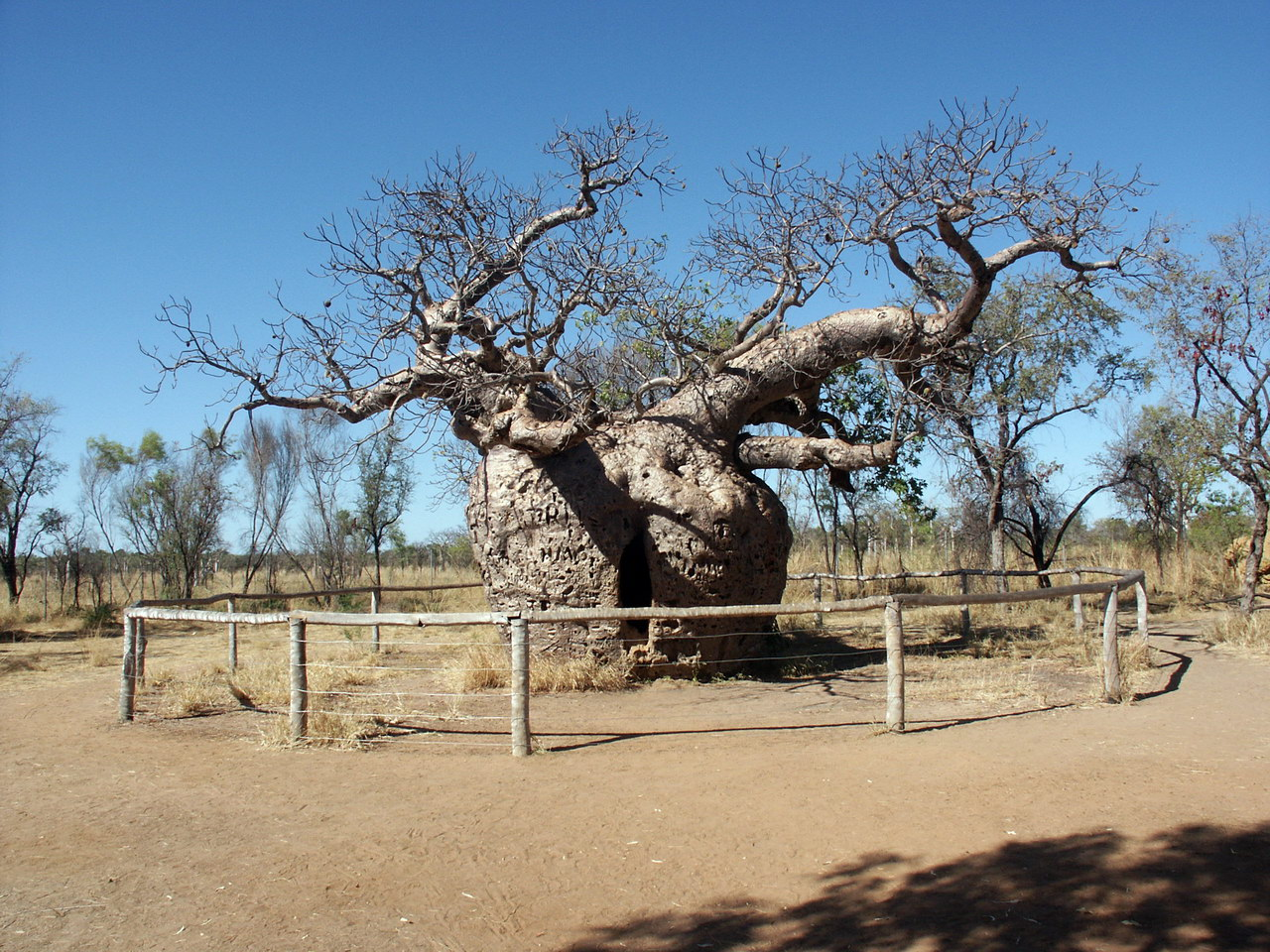
Árbol baobab en Australia Occidental.

Gran parte de Kimberley se encuentra cubierto por un bosque abierto de sabana donde predominan árboles bajos de bloodwood y baobab (Adansonia gregorii) en zonas secas y bosquecillos de eucaliptos Darwin stringybark y Darwin woollybutt en zonas húmedas. El suelo arenoso rojo de la península Dampier en el sur posee vegetación pindan característica mientras que en las zonas más fértiles tales como el valle del Ord los árboles dan lugar a pastizales de herbáceas (Chrysopogon, Aristida, Dicanthium y Xerochloa) en los valles húmedos. Las riberas de los ríos Ord y Fitzroy entre otros alojan una mayor variedad de vegetación mientras que en las gargantas protegidas de las lluvias torrenciales del norte hay áreas de bosque tropical seco de hoja ancha, denominados bosques monzónicos, bosque seco, xerófilo, caduco, los cuales han sido motivo de estudio por la ciencia y son una de las zonas más ricas por su flora de Australia fuera del trópico húmedo y la zona suroeste de Australia Occidental. También existen zonas con manglares en los estuarios de los ríos donde la costa tiene poco declive.

### Regiones de flora
En 1979, Beard identificó cuatro distritos fitogeográficos dentro de la Provincia Botánica del Norte:
- Distrito Gardner (Ga) en el norte (a su vez dividido en West Gardner (WGa), Central Gardner (CGa) y East Gardner (EGa))
- Distrito Fitzgerald (Fi) en el centro
- Distritos Dampier (Da) y Hall (Ha) en el sur

### Fauna

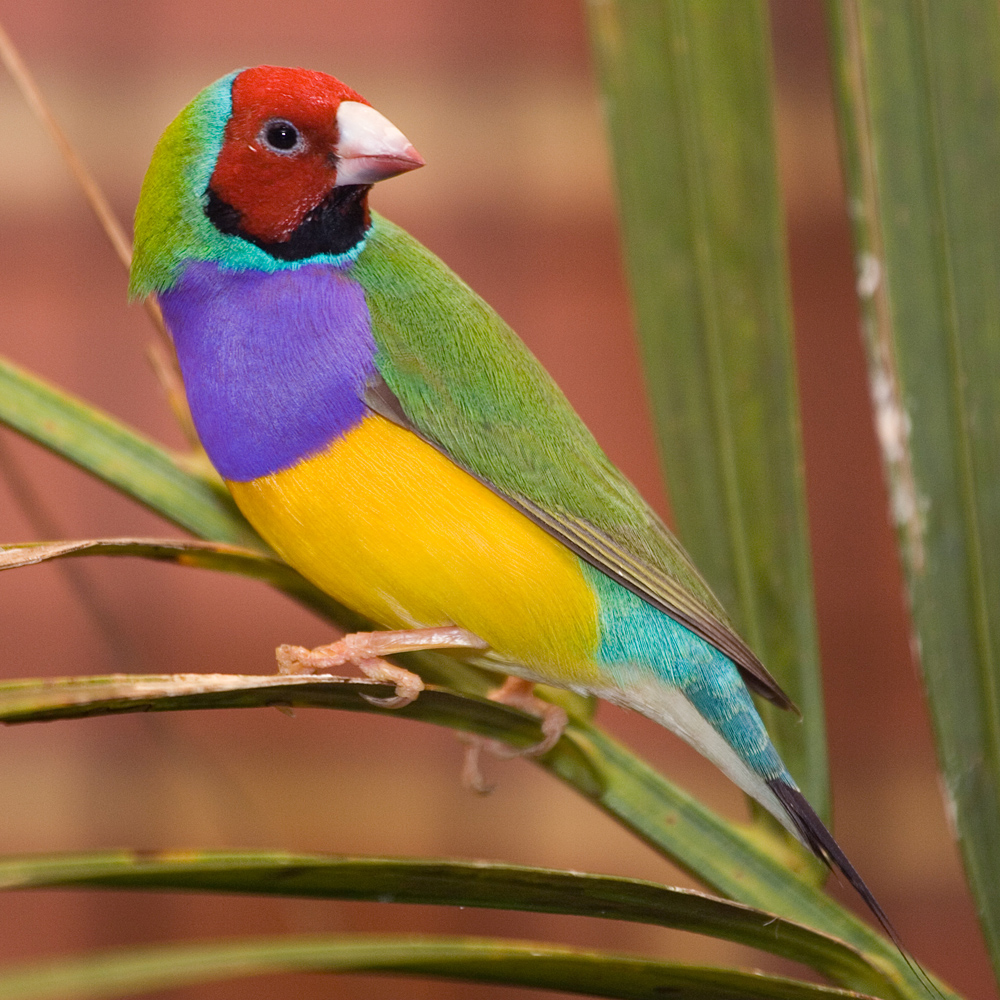
Ejemplar macho de diamante de Gould, especie amenazada que habita en la región de Kimberley.

Entre los animales que componen la fauna de Kimberley se encuentran el enorme cocodrilo de agua salada y una rica variedad de aves tales como el cuco tucán, el koel del Pacífico, y el ratona australiana de corona morada. Los cañones de arenisca del norte de Kimberley son un importante refugio para una interesante colección de especies endémicas incluidas algunas que han desaparecido de las zonas llanas incluidas por ejemplo la ratona australiana de corona morada, el diamante de Gould y una gran cantidad de sapos y ranas: rana cabeza plana, rana de las cavernas, rana arborícola magnífica, rana de Derby, Small Toadlet, Fat Toadlet, the unconfirmed Marbled Toadlet, Mjoberg's Toadlet, Mole Toadlet y Stonemason's Toadlet. Los mamíferos cuya población ha disminuido especialmente en los llanos incluyen el bilby, satanelo septentrional, rata pálida de campo, rata arbolícola de lomo dorado, y bandicut dorado.